# チャールズ・ニーハウス
チャールズ・ヘンリー・ニーハウス（Charles Henry Niehaus、1855年1月24日 - 1935年6月19日）は、アメリカ合衆国の彫刻家である。全米50州が各州の歴史で著名な人物の彫像を寄贈して展示する「国立彫像ホール・コレクション」に展示されている大理石像などを制作した。

## 略歴
オハイオ州のシンシナティで、ドイツ生まれの両親の息子に生まれた。大理石彫刻や木彫を始め、シンシナティの私立の美術学校、McMicken School of Design（後のArt Academy of Cincinnati）に入学した。1877年から1881年の間はミュンヘン美術院で学んだ。当時の彫刻家たちはフランスの「ボザール様式」とよばれる写実的なスタイルをとることが多かったが、ニーハウスはドイツで学んだことによって新古典派のスタイルを残していたとされる。
1881年にアメリカに帰国すると、1881年に暗殺された大統領、ジェームズ・ガーフィールドの彫像の制作を依頼された。一体はガーフィールドの故郷のシンシティに設置され、もう一体はワシントンの国立彫像ホール・コレクションに設置されることになった。ニーハウスは依頼の彫像を制作するため、ローマに行き、ローマでは古代彫刻も研究した。ローマ滞在中に「The Scraper」（1883）や「Caestus」（1883-85）といった彫刻も制作した。1885年に帰国し、ニューヨークにスタジオを開いた。
「国立彫像ホール・コレクション」に展示された彫像として、ガーフィールド像の他に1887年にオハイオ州知事のウィリアム・アレン、1900年にインディアナ州のオリヴァー・モートン、1913年にミシガン州のザカライア・チャンドラー、1914年にカンサス州のジョージ・W・グリック（後に除去）、1915年にカンサス州のジョン・インガルズ、1929年にケンタッキー州のヘンリー・クレイとエフライム・マクドウェルの彫像を制作し、ホールに最も多くの作品を制作した彫刻家となった。アメリカのさまざまな都市からの依頼で、モニュメントや、建物の装飾彫刻も制作した。
1932年ロサンゼルスオリンピックの芸術競技に参加した。
1900年にレジーナ・アームストロング（Regina Armstrong Niehaus）と結婚し、レジーナはニーハウスに関する著作「The Sculpture of Charles Henry Niehaus」を出版した。

## 作品

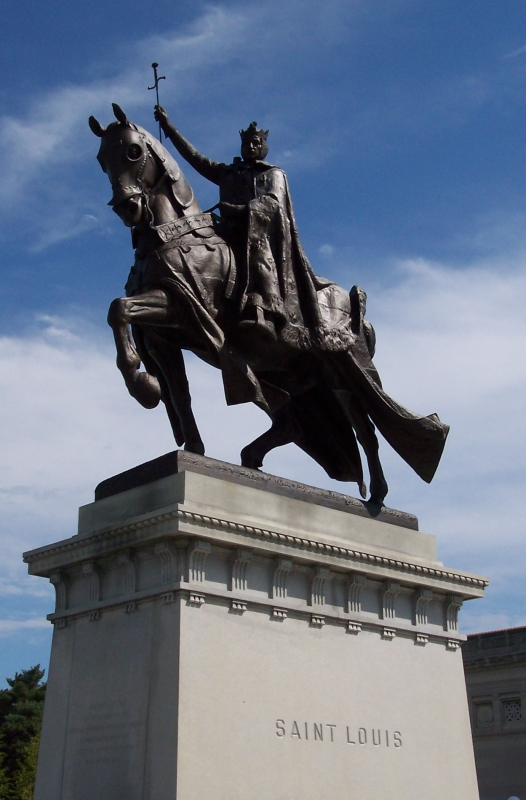
"Apotheosis of St. Louis"（セントルイスの名前の由来になったルイ9世像）、セントルイス、フォレスト・パーク
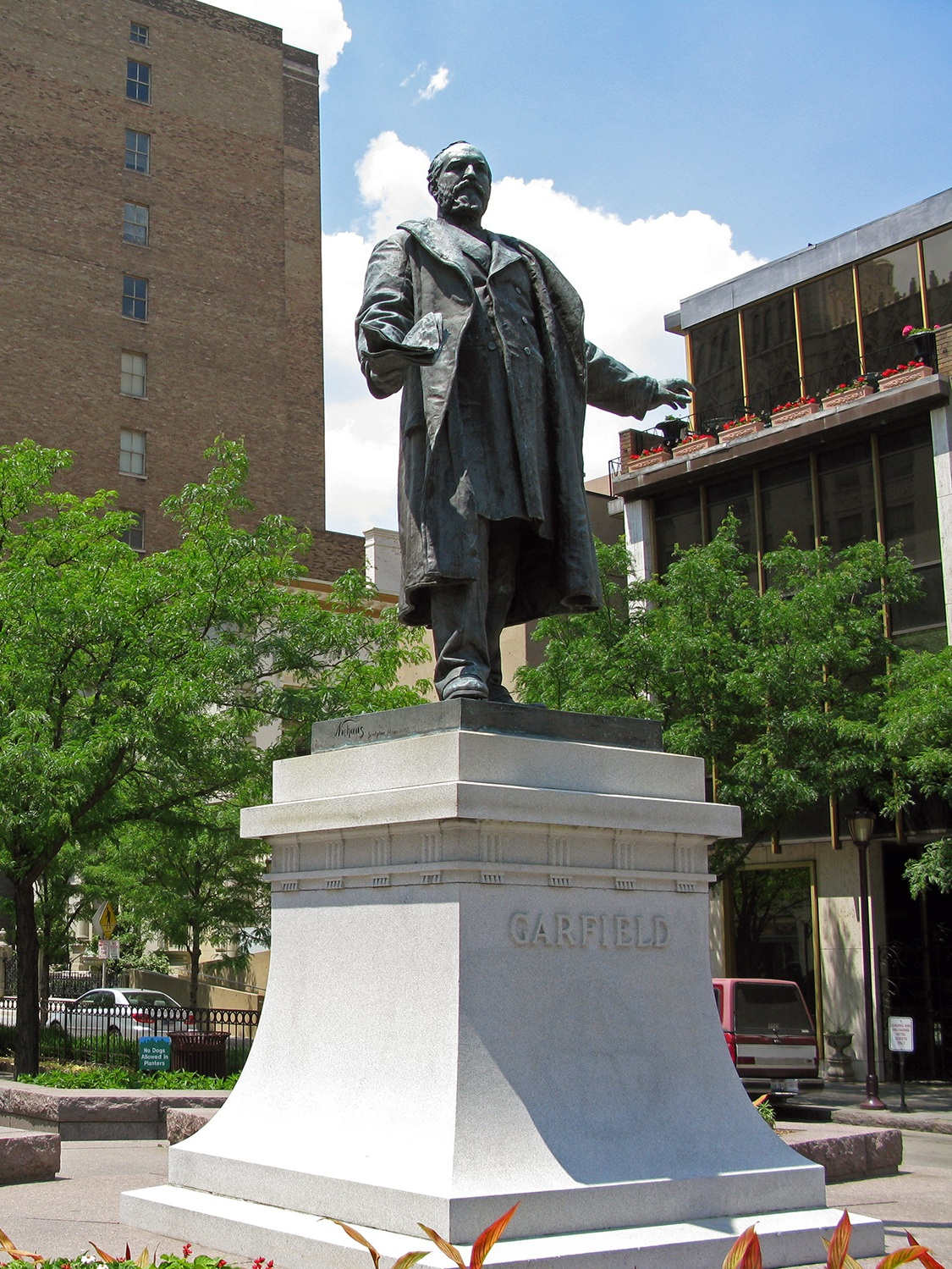
ジェームズ・ガーフィールド像、シンシナティの公園
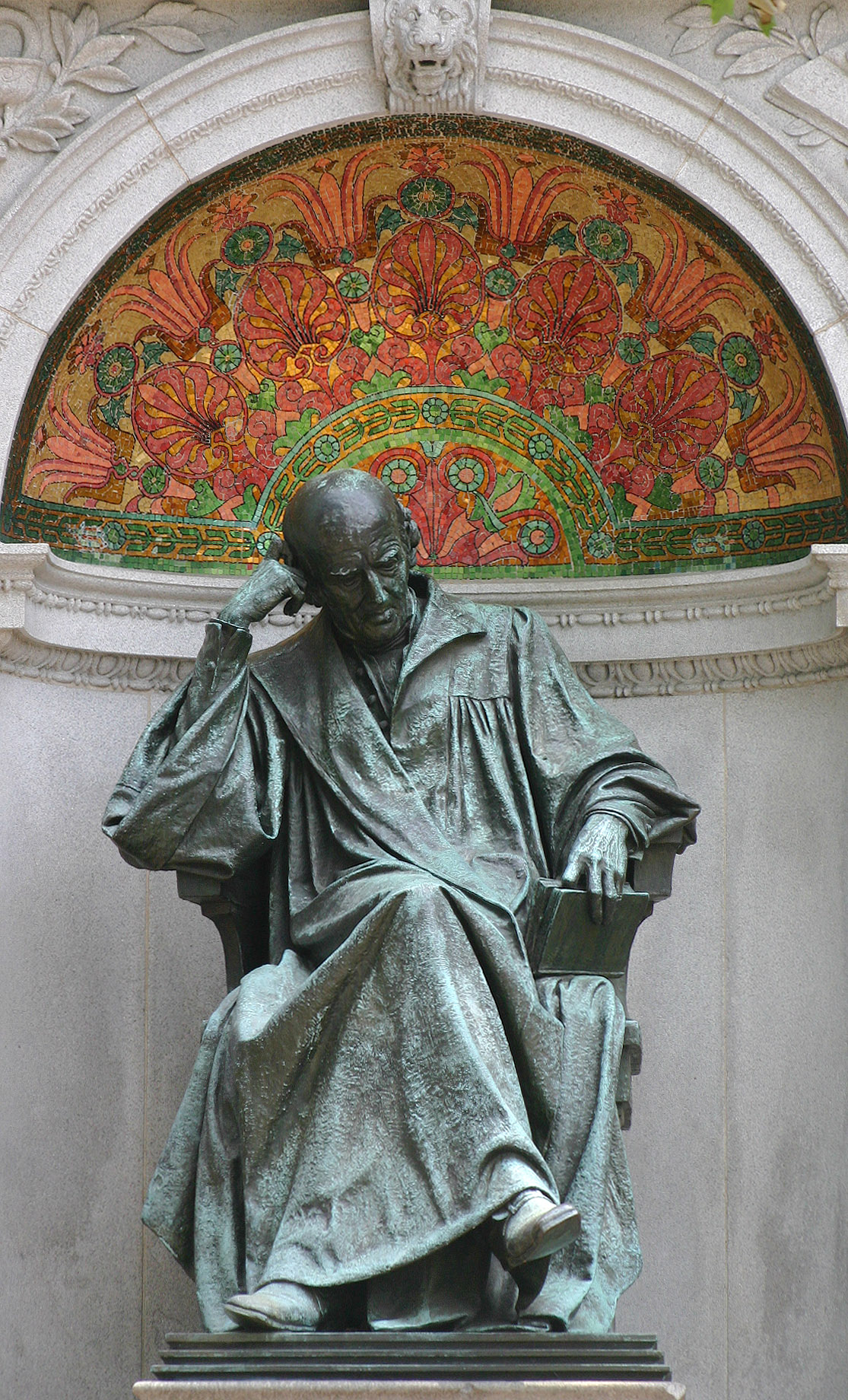
ザムエル・ハーネマン像、ワシントン
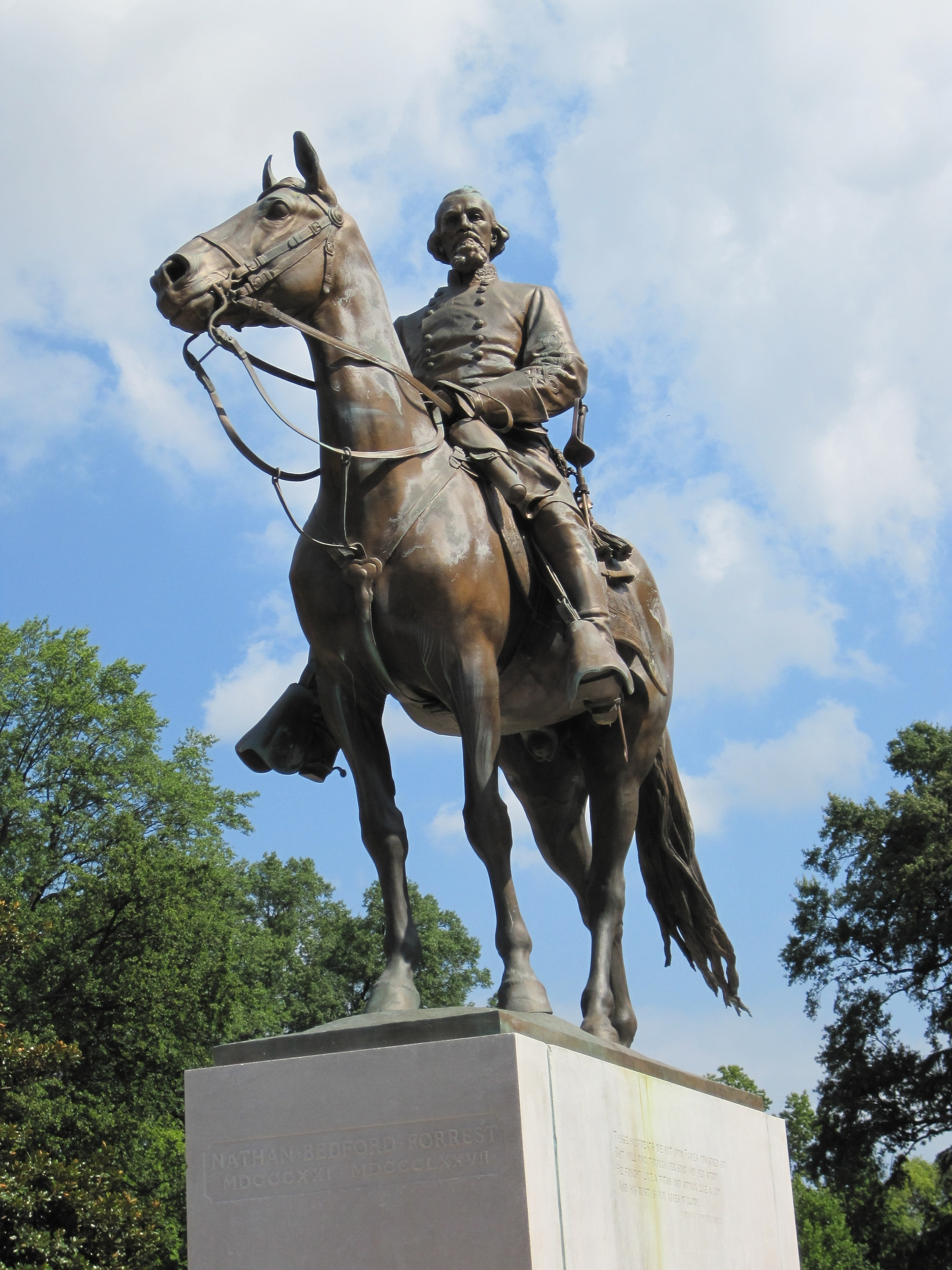
ネイサン・ベッドフォード・フォレスト像、メンフィス (テネシー州)